# Sumner (Mississippi)
Sumner è una città (town) degli Stati Uniti d'America, capoluogo, insieme a Charleston, della contea di Tallahatchie, nello Stato del Mississippi.